# Taça dos Invictos
A Taça dos Invictos do futebol paulista é um troféu entregue aos clubes de São Paulo, tanto da capital como do interior do Estado, que permanecem invictos por uma determinada quantidade de partidas, contabilizadas somente em partidas disputadas pelo Campeonato Paulista. Entregue originalmente pelo jornal A Gazeta Esportiva, o troféu era chamado pela publicação nos anos 1980 de "um dos mais belos e o mais tradicional troféu do futebol brasileiro". O atual detentor é o Corinthians, pela sequência de 28 jogos de invencibilidade que o clube obteve entre os Campeonatos Paulistas de 2009 e 2010.

## História
A intenção de criar uma taça que premiasse equipes invictas surgiu em 1932, devido à série invicta do Palestra Itália, que acumulava à época 27 partidas sem derrota para clubes de São Paulo e do Rio de Janeiro, sendo 22 delas apenas no Campeonato Paulista. Devido a esse fato, sete anos depois o jornal A Gazeta Esportiva resolveu criar uma taça para premiar a equipe que permanecesse mais partidas sem derrota. A partir dessa ideia, criou-se o regulamento, que previa a posse transitória do troféu pela equipe que superasse o número vigente, sendo que o clube que conquistasse a taça por duas ocasiões, seguidas ou alternadas, conquistaria o troféu de forma definitiva. Outro ponto do regulamento dizia que, ao superar a série antecedente, o clube receberia de forma solene a posse transitória da taça. Então iniciar-se-ia uma nova série; ou seja, independentemente de a equipe continuar sem derrotas, a série recomeçava, não sendo cumulativa. O modelo original foi trazido da França pelo jornalista Tomás Mazzoni.
Atendendo a uma reivindicação do Palestra Itália, o jornal acatou a proposta alviverde e outorgou retroativamente a primeira taça ao referido clube, tornando, assim, a marca de 22 partidas em 1932 como o número a ser suplantado naqueles idos. Na realidade o título original do troféu era o nome do próprio jornal, entretanto, o nome "Taça dos Invictos" foi o que se difundiu entre a população.
Com o enorme êxito alcançado pela taça, em 1956 o jornal criou um segundo troféu, conhecido como Taça dos Invictos do Interior, sendo merecedores de tal distinção unicamente os clubes do interior de São Paulo. Essa premiação perdurou até 1967.
Entre os finais das décadas de 1950 e 1960 o troféu na capital não foi confiado a nenhum clube. Em 1968 o Santos conseguiu ultrapassar a última marca até então laureada com a Taça, de 26 partidas em 1957, atingindo 28 partidas invictas entre 2 de agosto de 1967 e 3 de março de 1968, contudo, nesse período não havia troféu em disputa.
Dois anos depois o jornal resolveu relançar o troféu, agora sob o nome de Tomás Mazzoni, cuja posse em definitivo ficaria com daquele clube que conseguisse duas séries invictas, iniciando pela equipe que alcançasse a marca de dez jogos invictos. No entanto, nessa nova edição estavam incluídos os times da capital e do interior do estado na busca pela aquisição da taça. A última edição da referida taça entregue por A Gazeta Esportiva ocorreu em 1999.
Em 2004 a Federação Paulista de Futebol reeditou a Taça dos Invictos, válida para as partidas da Série A1 (primeira divisão), de posse transitória, ganhando a posse definitiva a equipe que a conquistar por três vezes, consecutivas ou alternadas.
Em 2009 A Gazeta Esportiva divulgou nota informando ter vencido em primeira instância processo contra a federação pelos direitos de uso da marca Taça dos Invictos, informando que tão logo transite em julgado, pretende reeditá-la utilizando como divulgadores seu canal de televisão e site.

## Vencedores

### Primeira edição
| Nome do clube   | Número de partidas invictas | Período da invencibilidade                | Observações               |
| --------------- | --------------------------- | ----------------------------------------- | ------------------------- |
| Palestra Itália | 22                          | 9 de julho de 1933 a 26 de agosto de 1934 | Posse definitiva da taça. |

### Segunda edição
| Nome do clube | Número de partidas invictas | Período da invencibilidade                    | Observações |
| ------------- | --------------------------- | --------------------------------------------- | --- |
| São Paulo     | 23                          | 19 de agosto de 1945 a 29 de setembro de 1946 | O São Paulo atingiu 30 partidas invictas, porém, a marca a ser ultrapassada passou a ser de 23 partidas.                                                                  |
| São Paulo     | 27                          | ??/??/1946 a ??/??/1947                       | |
| Santos        | 24                          | 15 de janeiro de 1956 a 28 de outubro de 1956 | O Santos alcançou a marca de 26 partidas invictas, todavia, a marca a ser suplantada passou a ser de 24 partidas.                                                         |
| Corinthians   | 25                          | 26 de julho de 1956 a 1 de dezembro de 1956   | |
| Corinthians   | 26                          | 26 de junho de 1957 a 6 de novembro de 1957   | Com esta segunda conquista, o Corinthians adquiriu a posse definitiva do troféu. A série invicta alcançou a marca de 35 partidas, novo recorde na história do campeonato. |

### Terceira edição
| Nome do clube | Número de partidas invictas | Período da invencibilidade                     | Observações                |
| ------------- | --------------------------- | ---------------------------------------------- | -------------------------- |
| Guarani       | 10                          | 4 de fevereiro de 1970 a 8 de abril de 1970    |                            |
| Ponte Preta   | 11                          | 29 de maio de 1970 a 5 de agosto de 1970       |                            |
| Guarani       | 12                          | 8 de novembro de 1970 a 22 de dezembro de 1970 | Obteve a posse definitiva. |

### Quarta edição
| Nome do clube | Número de partidas invictas | Período da invencibilidade                | Observações       |
| ------------- | --------------------------- | ----------------------------------------- | ----------------- |
| Ferroviária   | 14                          | 1972                                      |                   |
| São Paulo     | 15                          | 12 de junho de 1971 a 15 de julho de 1972 |                   |
| Palmeiras     | 16                          | 5 de março de 1972 a 3 de agosto de 1972  |                   |
| América       | 17                          | Janeiro de 1973 a março de 1973           |                   |
| Palmeiras     | 18                          | 6 de agosto de 1972 a 20 de maio de 1973  | Posse definitiva. |

### Quinta edição
| Nome do clube | Número de partidas invictas | Período da invencibilidade                   | Observações       |
| ------------- | --------------------------- | -------------------------------------------- | ----------------- |
| São Paulo     | 39                          | 13 de novembro de 1974 a 3 de agosto de 1975 | Posse definitiva. |

### Sexta edição
| Nome do clube            | Número de partidas invictas | Período da invencibilidade                  | Observações       |
| ------------------------ | --------------------------- | ------------------------------------------- | ----------------- |
| Santos                   | 15                          | 1 de julho de 1984 a 29 de agosto de 1984   |                   |
| Internacional de Limeira | 17                          | 24 de maio de 1986 a 10 de agosto de 1986   |                   |
| Corinthians              | 19                          | 1988                                        |                   |
| Palmeiras                | 23                          | 13 de julho de 1988 a 28 de maio de 1989    |                   |
| Corinthians              | 24                          | 4 de fevereiro de 1990 a 2 de julho de 1990 | Posse definitiva. |

### Sétima edição
| Nome do clube | Número de partidas invictas | Período da invencibilidade | Observações                                                                 |
| ------------- | --------------------------- | -------------------------- | --------------------------------------------------------------------------- |
| União Suzano  | 27                          | 1992                       | O recorde foi vencido por partidas válidas pela terceira divisão.           |
| América       | 31                          | 1999                       | O recorde foi vencido por partidas válidas pela série A2 (segunda divisão). |

### Oitava edição
| Nome do clube | Número de partidas invictas | Período da invencibilidade                     | Observações                         |
| ------------- | --------------------------- | ---------------------------------------------- | ----------------------------------- |
| São Paulo     | 15                          | 19 de janeiro de 2005 a 26 de março de 2005    |                                     |
| São Paulo     | 20                          | de 2006 a 2007                                 |                                     |
| Corinthians   | 28                          | 22 de janeiro de 2009 a 3 de fevereiro de 2010 | Atual detentor da Taça dos Invictos |

### Interior
| Nome do Clube       | Número de partidas invictas | Ano da Invencibilidade |
| ------------------- | --------------------------- | ---------------------- |
| Botafogo            | 19                          | 1956                   |
| Taquaritinga        | 20                          | 1957                   |
| Paulista de Jundiaí | 21                          | 1967                   |
| XV de Piracicaba    | 22                          | 1967                   |

## Conquistas por equipe

### Taça dos Invictos
- São Paulo FC - 6 (1946, 1947, 1972, 1975, 2005 e 2007)
- Corinthians - 5 (1956, 1957, 1988, 1990 e 2009)
- Palmeiras - 4 (1932, 1972, 1973, 1989)
- Santos - 2 (1956 e 1984)
- América - 2 (1973 e 1999)
- Portuguesa de Desportos - 2 (1955 e 1974)
- União Suzano - 1 (1992)
- Internacional de Limeira - 1 (1986)
- Ferroviária - 1 (1972)
- Guarani - 1 (1970)
- Ponte Preta - 1 (1970)

### Taça dos Invictos do Interior
- XV de Piracicaba - 1 (1967)
- Paulista de Jundiaí - 1 (1967)
- Taquaritinga - 1 (1957)
- Botafogo - 1 (1956)